# Rutger Arisz
Rutger Willem Hendrik Arisz (Groningen, 11 februari 1970) is een Nederlands roeier. Hij vertegenwoordigde Nederland op verschillende grote internationale wedstrijden. Eenmaal nam hij deel aan de Olympische Spelen, maar behaalde bij die gelegenheid geen medailles.

## Carrière
Arisz maakte zijn olympisch debuut op de Olympische Spelen van 1992 in Barcelona bij de dubbel-vier. Het Nederlandse team drong door tot de finale waar het met een tijd van 5.48,92 genoegen moest nemen met een vijfde plaats. De finale werd gewonnen door het Duitse team met een olympisch record van 5.45,17.
Zijn grootste prestatie van zijn sportieve loopbaan boekte hij op de wereldkampioenschappen roeien 1989 in Bled door wereldkampioen te worden op de dubbel-vier. Het Nederlandse team versloeg hij de roeiploegen uit Italië (zilver) en Zweden (brons).
Arisz was in zijn actieve tijd aangesloten bij de Rotterdamse Koninklijke Roei- en Zeilvereeniging De Maas en de Amsterdamsche Studenten Roeivereniging Nereus. Hij studeerde rechtswetenschappen.
Arisz was operationeel directeur bij Voetbalclub Ajax, waar hij in juni 2019 vertrok, en is sinds 2016 voorzitter van de Koninklijke Nederlandse Roeibond. Per 26 november 2022 beëindigt hij na twee termijnen zijn voorzitterschap van de KNRB.

## Titels
- Wereldkampioen roeien dubbel-vier - 1989

## Palmares

### roeien (dubbel twee)
- 1988:  WK junioren - 4.39,92

### roeien (dubbel vier)
- 1987: 11e WK junioren - 5.53,57
- 1989:  WK - 6.03,99
- 1990: 5e WK - 5.44,88
- 1991:  WK - 6.13,03
- 1992: 5e OS - 5.48,92

Hans Kelderman · 
Ronald Florijn · 
Koos Maasdijk · 
Rutger Arisz